# Polyosma buxea
Polyosma buxea är en tvåhjärtbladig växtart som beskrevs av Johannes Mattfeld. Polyosma buxea ingår i släktet Polyosma och familjen Escalloniaceae. Inga underarter finns listade i Catalogue of Life.